# Дил (город)
Дил (англ. Deal) — прибрежный город в английском графстве Кент. 

## История
Вблизи места, где сегодня располагается город, произошла в 55 году до н. э. первая высадка на берег Британии солдат Римской республики во главе с Юлием Цезарем.
До XVI века Дил был маленькой рыбацкой деревней, но затем его население увеличилось в связи с развитием британского военного флота и торгового мореплавания.
До 1699 года Дил был подчинён властям города Сануидж, но в 1699 году он получил права самостоятельного города.

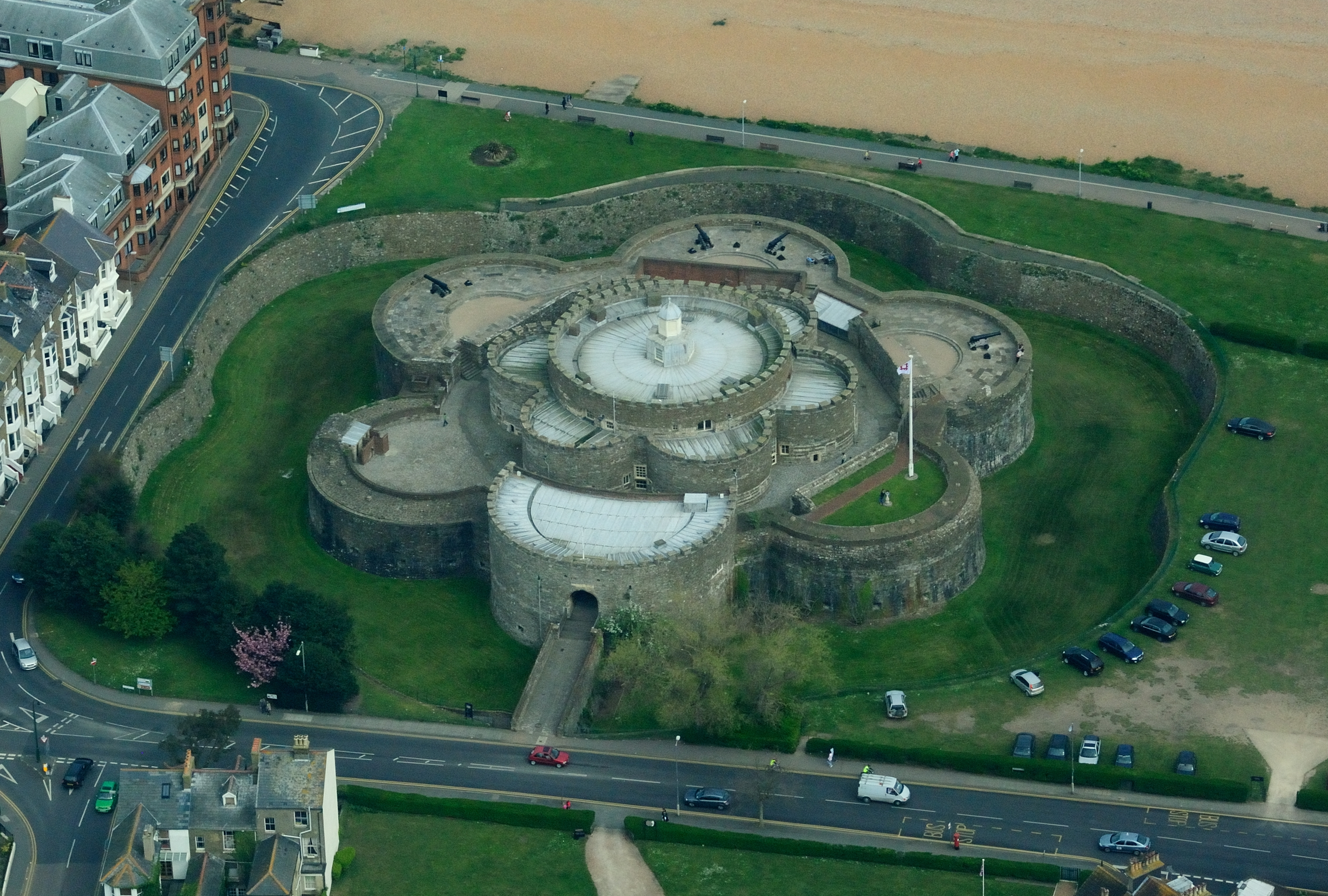
Замок Дил

## Достопримечательности
Достопримечательностями Дила являются построенный в 1540 году замок Дил и бывшие казармы Королевской морской пехоты (в 1989 году террористы Временной ИРА устроили в них взрыв).